# La veritat (pel·lícula de 2015)
La veritat (nom original en anglès: Truth) és un docudrama polític americà del 2005 escrit i dirigit per James Vanderbilt. Està basat en el llibre de la periodista americana i productora de notícies de televisió Mary Mapes Truth and Duty: The Press, the President and the Privilege of Power. La pel·lícula se centra en la controvèrsia dels documents de Killian, i els últims dies d'actualització de la notícia per part de Dan Rather i la productora Mary Mapes a CBS News. És protagonitzada per Cate Blanchett com Mapes i Robert Redford com a Rather.
Va estrenar-se mundialment Festival de cinema Internacional de Toronto de 2015. La pel·lícula va fer una estrena limitada en els Estats Units el 16 d'octubre de 2015, abans de ser estrenada a tot el pais el 30 d'octubre de 2015, per Sony Pictures Classics. Ha estat doblada al català.

## Argument
Basada en fets reals, la pel·lícula se situa en les eleccions als Estats Units del 2004. El país es troba immers en la guerra contra l'Iraq i l'Afganistan i George W. Bush sembla que tornarà a ser el president. La productora d'informatius Mary Mapes i el presentador Dan Rather descobreixen que Bush havia utilitzat tot tipus d'influències per evitar anar a la guerra del Vietnam. En un programa especial es destapa aquest fet el que obliga a Mapes i Rather a lluitar per demostrar-ne la veracitat.

## Repartiment
- Cate Blanchett com Mary Mapes
- Robert Redford com Dan Rather
- Topher Grace com Mike Smith
- Dennis Quaid com Coronel Roger Charles
- Elisabeth Moss com Lucy Scott
- Bruce Greenwood com Andrew Heyward
- David Lyons com Josh Howard
- John Benjamin Hickey com Mark Wrolstad
- Stacy Keach com Bill Burkett
- Noni Hazlehurst com Nicki Burkett
- Dermot Mulroney com Lawrence Lanpher
- Rachael Blake com Betsy West
- Andrew McFarlane com Dick Hibey
- William Devane com  la veu del general Hodges al telèfon.